# Sonia Poussin
Pour les articles homonymes, voir Poussin.
Sonia Poussin est une écrivaine voyageuse française. 

## Biographie
D'origine slovaque par sa mère, elle suit une partie de ses études à la Maison d'éducation de la Légion d'honneur.
Elle effectue des études d'AES (administration économique et sociale) puis participe à des missions humanitaires : programme d'éducation en Ouzbékistan et au Tadjikistan avec l'Unesco, puis chef d'équipe d'un programme d'enseignement du français à Hô Chi Minh ville.
Elle est coauteure d'ouvrages sur l'Afrique avec son mari Alexandre Poussin. Ces ouvrages sont le récit de la traversée à pied de l'Afrique pendant trois ans pour leur voyage de noces,, puis le journal de leur tour de Madagascar avec leurs deux enfants,,.
Elle accompagne des couples sur le Chemin de Saint Jacques de Compostelle.
En 2023, la famille s'installe à Carantec.

## Récits d'expéditions
- Africa Trek I : 2001-2004 => 14 000 km dans les pas de l'Homme, en collaboration avec son mari Alexandre Poussin, Laffont, 2001[11] prix La Toison d'Or du livre d'aventures 2004 à Dijon et prix du Livre des Angles 2004
- Africa Trek II : 2001-2004 => 14 000 km dans les pas de l'Homme, en collaboration avec son mari Alexandre Poussin, Laffont, 2005[11].
- Africa Trek l'Album, 2006 (album photo d'Africa Trek)
- Madatrek[12],[13], 2014-2018 => 5000 km en famille pour faire le tour de Madagascar avec une charrette à zébus[14],[15],[16]

## Vidéo
- Africa Trek, production Gedeon Programmes, coffret 3 DVD, 312 minutes, MK2, 2006
- MadaTrek, production Gedeon Programmes, coffret DVD, 2019[17]